# Антоневич, Анатолий Борисович
Анатолий Борисович Антоневич (бел. Анатоль Барысавіч Антаневіч; род. 9 января 1942, Меловатка, Сталинградская область) — советский и белорусский математик, доктор физико-математических наук (1989), профессор (1991). Преподаватель кафедры функционального анализа и аналитической экономики БГУ.

## Биография
Родился 9 января 1942 в селе Меловатка (ныне — в Жирновском районе Волгоградской области).
Окончил Белорусский государственный университет в 1963 году. Преподаватель кафедры функционального анализа и аналитической экономики. Автор научных работ по функциональному анализу и дифференциальным уравнениям. Разработал новый подход к исследованию функционально-дифференциальных уравнений и нелокально-краевых задач, основанных на изучении соответствующих операторных алгебр. Соавтор «Русско-белорусского математического словаря» (1993).
Защитил в 1989 году докторскую диссертацию «Метод функциональных уравнений в теории краевых задач». Автор учебников «Задачи и упражнения по функциональному анализу» (выдержали 4 издания к 2010 году) и «Функциональный анализ и интегральные уравнения» (три издания к 2006 году плюс учебное пособие и материалы для самостоятельных работ). Автор более 100 научных статей о функциональном анализе (в том числе о функциональных операторах).

## Публикации

### Монографии
- А. Б. Антоневич. Линейные функциональные уравнения. Операторный подход. Минск, Университетское, 1988, 232 с.
- A. Antonevich. Linear Functional Equations. Operator Approach. Birkhauser Verlag. Operator Theory Vol.83. 1996. 180 p.
- A. Antonevich, A. Lebedev. Functional differential Equations: \ V.I.C*-theory. Longman Scientific & Technical. 1994. 504 p.
- A. Antonevich, M. Belousov, A. Lebedev. Functional differential equations: V.II.C*-applications. Part 1. Equations with continuous coefficients. Addison Wesley Longman. 1998. 384 p.
- A. Antonevich, M. Belousov, A. Lebedev. Functional differential equations: V.II.C*-applications. Part 2. Equations with discontinuous coefficients and boundary value problems. Addison Wesley Longman. 1998. 414 p.

### Энциклопедии
- Русско-белорусский математический словарь (в составе коллектива авторов) Минск, Выш.шк., 1993. 239 с.
- Матэматычная энцыклапедыя (в составе коллектива авторов). — Минск: Технология, 2001. — 496 с.
- Энциклопедия для студентов и школьников. В 12 т. Т.2. Физика. Математика. — Минск: Беларус. Энцыкл. iмя П. Броукi, 2010—528 с. 11 статей совместно с Я. В. Радыно.